# Españistán
Españistán. Este país se va a la mierda es un cómic de humor de Aleix Saló sobre la crisis económica en España tras el pinchazo de la burbuja inmobiliaria.

## Trayectoria editorial
Españistán fue publicado por Ediciones Glénat en abril de 2011.
Para promocionarlo, Aleix Saló colgó el 25 de mayo un cortometraje de animación titulado Españistán, de la burbuja inmobiliaria a la crisis, que explica de forma satírica el devenir de la economía española entre 1996 y 2007, convirtiéndose en uno de los más vistos en Internet.
En enero de 2012 se habían agotado seis ediciones de la obra y se había lanzado una edición en rústica para quioscos.

## Argumento y personajes
El cómic es una parodia de El Señor de los Anillos en la que Fredo, un joven en paro, acompañado por el universitario Samu y el jubilado Gandolfo, recorre Españistán para intentar deshacerse de su hipoteca. Tal periplo permite a Aleix Saló criticar diversas instituciones de la sociedad española como la banca, la Iglesia, los políticos, la SGAE y la televisión.

## Valoración
Expertos en economía como Santiago Niño Becerra y José Luis Ruiz Bartolomé han destacado la capacidad de sintesís del cortometraje, aunque puedan criticar aspectos concretos, como un hincapié excesivo en la ley del Suelo y cierta benevolencia con el Gobierno de Rodríguez Zapatero. El propio Aleix Saló respondió a estas críticas en El Economista:

Mi ánimo nunca fue el de postularme como experto en la materia (ni creí que nadie me otorgara esa etiqueta, tratándose de un video de "dibujitos"), sino ejercer de puente entre la información que publican los periódicos económicos y el ciudadano medio.